# メルセデス・ベンツ L4500
メルセデス・ベンツ L4500（Mercedes-Benz L4500）は、1939年から生産された水冷直列6気筒ディーゼルエンジンを搭載したダイムラー・ベンツAGのペイロード4.5トントラック。2つの駆動方式（A:全輪駆動、S:後輪駆動）が1945年まで製造された。L4500 Aは1941年から1944年まで、L4500 Sはダイムラー・ベンツで1944年まで、オーストリアの ザウラーで1944年から1945年まで合計11,150台以上が製造された。

## 概要
1939年に策定されたドイツ国防軍のシェル・プランは戦争経済のための戦略的な準備であり、その目的は軍の車両群の保守と修理を簡素化することと、自動車とトラックの種類を大幅に削減し、それらのコンポーネントの標準化を通じて生産を効率化することだった。
1940年1月1日に発効したこの計画によりトラックの車種数が114車種から19車種に統合されたが、ダイムラー・ベンツは下表の様に、3トン、4.5トン、6.5トンの生産を担当した
| 1.5トントラック | 3トントラック      | 4.5トントラック    | 6.5トントラック    |
| --------------- | ------------------ | ------------------ | ------------------ |
| オペル          | オペル             | ダイムラー・ベンツ | ダイムラー・ベンツ |
| フェノーメン    | ドイツ・フォード   | ビュッシング-NAG   | MAN                |
| シュタイアー    | ボルクヴァルト     | ザウラー           | クルップ           |
| -               | ダイムラー・ベンツ | ヘンシェル         | フォマーク         |
| -               | マギルス（KHD）    | マギルス（KHD）    | -                  |
| -               | MAN                | MAN                | -                  |

既存の民生用トラックをベースに製作された簡易ハーフトラック・マウルティア（Sd.Kfz.3）が、戦争中盤以降多用されるようになった。1942年、3トントラックを製造するオペル、ドイツ・フォード、マギルス（KHD）の各社に発注が出たが、ダイムラー・ベンツには3トントラックでの発注はなく4.5トントラックのL4500（Sd.Kfz.3/5）に対してであった。

## 生産
ダイムラー・ベンツの工場で1939年から1944年まで、それ以降は1944年から1945年までウィーンのザウラーでライセンス生産された。
材料不足のため、1943年以降、湾曲したフェンダーはよりシンプルな形状のものに置き換えられ、主に木材とプレスされた段ボールで構成された標準キャブが使用された。
生産終了までにL4500 Sが約6,400台、L4500 Aが約2,950台（ザウラーの生産分含む）、バスボディが架装されたタイプが300台、マウルティアが約1,500台の合計約11,150台以上が生産された。

## 技術仕様
L 4500は、ラダーフレームを備えた2軸トラックで、前後2軸ともリーフスプリングで懸架されており、フロントアクスルにはシングルタイヤ、リアアクスルにはダブルタイヤが装着した。タイヤサイズは10.5-20が装備された。
フットブレーキはエアアシスト付き油圧ブレーキで全ての車輪に作用し、パーキングブレーキは後輪のみ作用した。
エンジンは排気量7,274ccのメルセデス・ベンツOM67/4 水冷OHV直列6気筒予燃焼室付きディーゼルエンジンで、燃料は噴射ポンプによって予燃焼室に噴射された。クランクシャフトには7つのベアリングで保持され、ヘリカルギヤを介してカムシャフトを駆動した。
エンジンからは、シングルディスク乾式クラッチを介して、副変速機付き5速マニュアルトランスミッションに動力が伝達された。L 4500 Aでは、動力はトランスミッションからデフを介して前後輪に伝達され、副変速機とも前輪駆動はオフにすることもできた。

## 派生型
- フラットベッドボディ（L4500 SおよびA）[1]
- バスボディ[1]
- KS25消防車,1941年式（L4500 Sへマギルスの消防設備を架装）[4]
- TLF25水槽ポンプ車（L4500 Aへマギルスの消防設備を架装）[4]
- 2cm Flakvierling38 対空機関砲を搭載した装甲キャブ架装自走砲型(L 4500 A)[5]
- 3.7cm Flak 37 対空機関砲を搭載した装甲キャブ架装自走砲型(L 4500 A)[5]
- 5 cm FlaK 41 対空機関砲を搭載した装甲キャブ架装自走砲型(L 4500 A)[5]
- Sd kfz 3/5 マウルティア

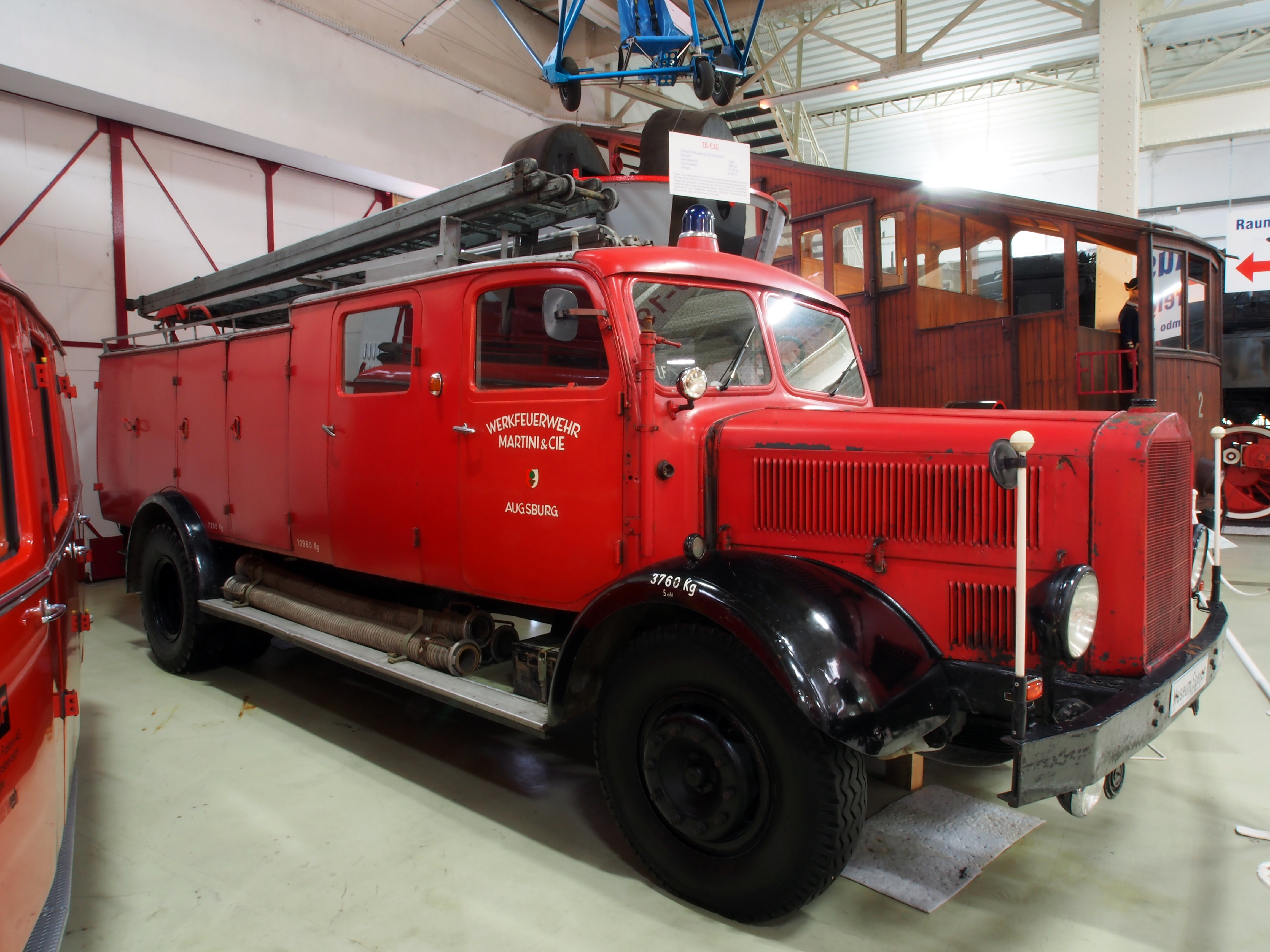
消防車仕様
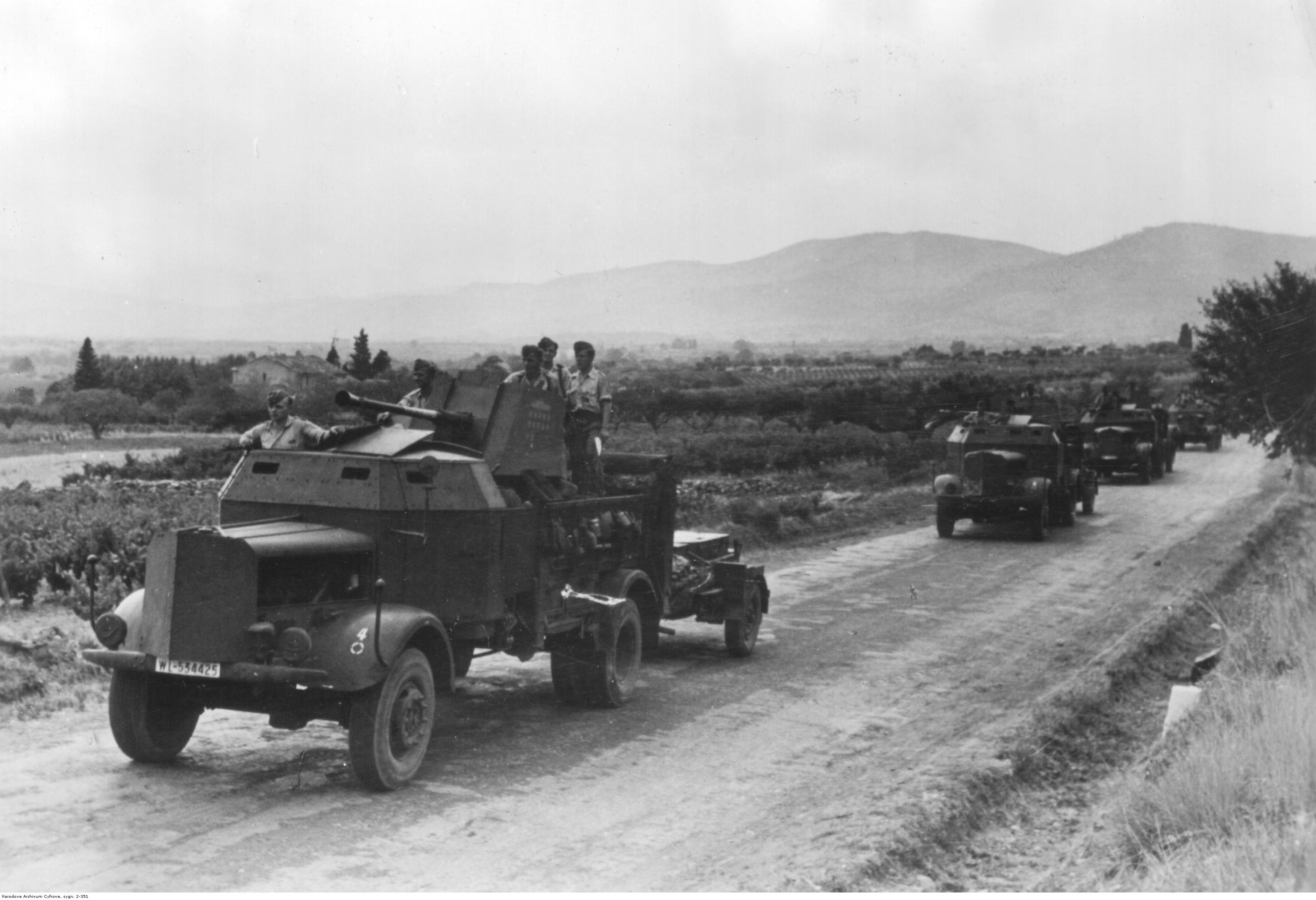
装甲キャブを架装した3.7cm Flak 37対空機関砲搭載型
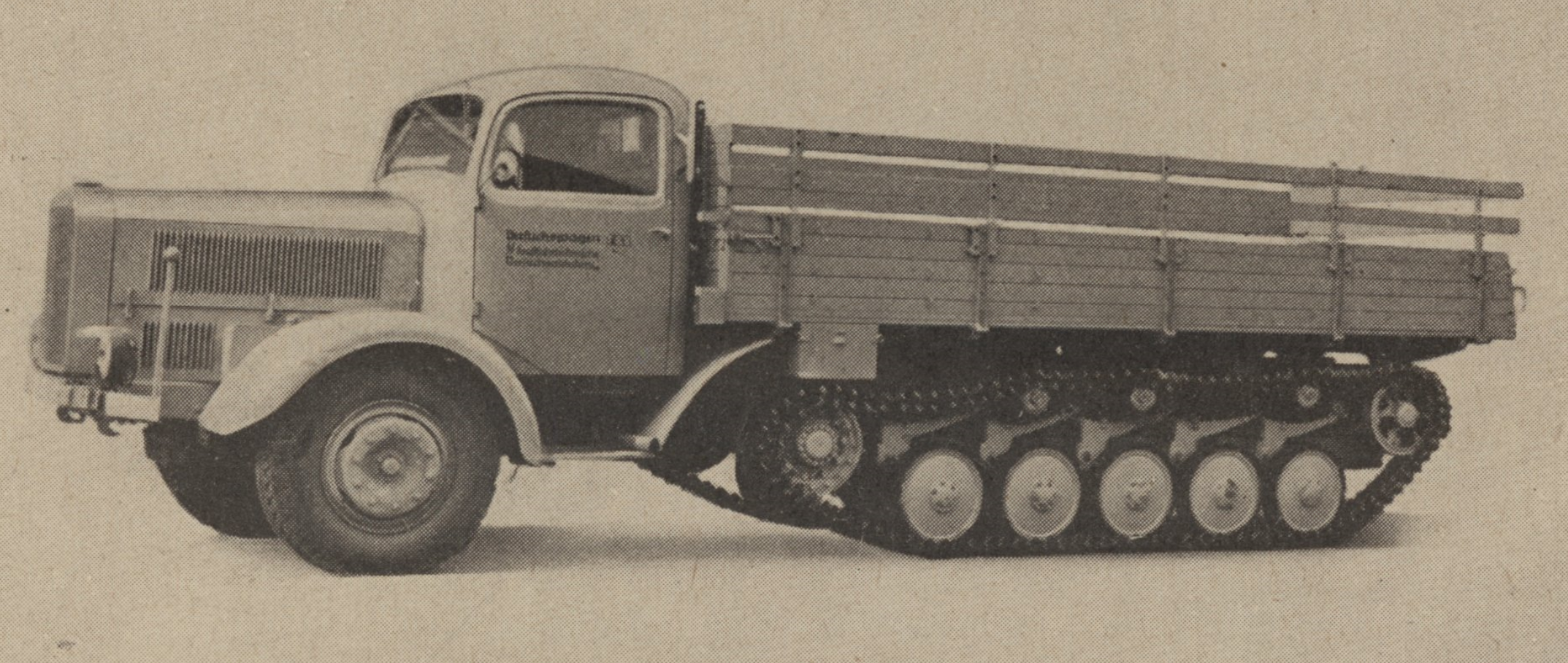
Sd kfz 3/5　マウルティア